# Ecliptopera muscicolor
Ecliptopera muscicolor är en fjärilsart som beskrevs av Moore 1888. Ecliptopera muscicolor ingår i släktet Ecliptopera och familjen mätare. Inga underarter finns listade i Catalogue of Life.

## Bildgalleri

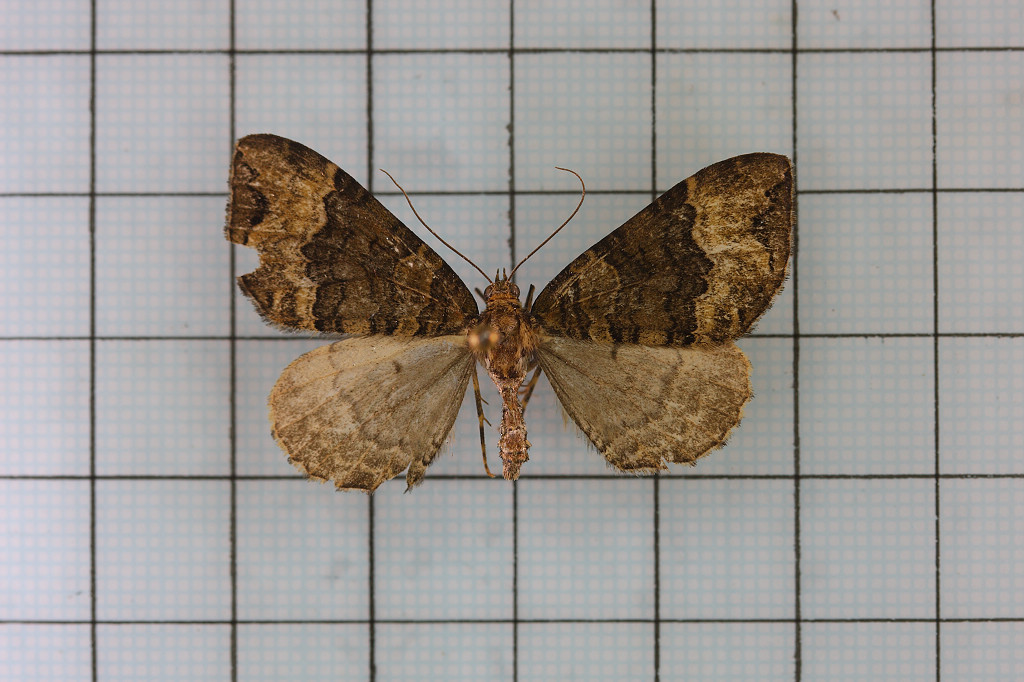